# Rexènor
Rexènor (en grec antic: Ῥηξήνωρ) va ser un heroi grec, fill de Nausítous (rei dels feacis).
Va ésser pare d'Arete i de Calcíope, i sogre d'Alcínous.